# Krompachy
Krompachy é uma cidade da Eslováquia, situada no distrito de Spišská Nová Ves, na região de Košice. Tem 22,89 km² de área e sua população em 2018 foi estimada em 8.684 habitantes.

## Demografia
| Ano:        | 1994 | 2004   | 2014   | 2024   |
| ----------- | ---- | ------ | ------ | ------ |
| Broj ljudi: | 8442 | 8870   | 8889   | 8587   |
| Razlika:    |      | +5,06% | +0,21% | -3,39% |

| Ano:               | 2023 | 2024   |
| ------------------ | ---- | ------ |
| Número de pessoas: | 8584 | 8587   |
| Diferença:         |      | +0,03% |